# Neobisium praecipuum
Neobisium praecipuum es una especie de arácnido del orden Pseudoscorpionida de la familia Neobisiidae.

## Distribución geográfica
Se encuentra en Grecia y Francia.